# (21348) Toyoteru
(21348) Toyoteru est un astéroïde de la ceinture principale.

## Description
(21348) Toyoteru est un astéroïde de la ceinture principale. Il fut découvert le 1er mars 1997 à Chichibu par Naoto Satō. Il présente une orbite caractérisée par un demi-grand axe de 2,62 UA, une excentricité de 0,09 et une inclinaison de 15,0° par rapport à l'écliptique.

## Compléments